# Onorificenze bielorusse
Elenco delle onorificenze e degli ordini di merito e cavallereschi distribuiti dalla Bielorussia.

## Repubblica Popolare Bielorussa

### Ordini cavallereschi
| Nastro | Onorificenza                  |
| ------ | ----------------------------- |
|        | Ordine della Pahonia          |
|        | Ordine del cavaliere di ferro |

### Medaglie militari e di benemerenza
| Nastro | Onorificenza            |
| ------ | ----------------------- |
|        | Medaglia del partigiano |
|        | Croce al coraggio       |

## Bielorussia

### Ordini cavallereschi
| Nastro | Onorificenza                         |
| ------ | ------------------------------------ |
|        | Eroe della Bielorussia               |
|        | Ordine della Patria                  |
|        | Ordine della Gloria Militare         |
|        | Ordine "per il servizio alla Patria" |
|        | Ordine "per il coraggio personale"   |
|        | Ordine dell'Amicizia tra i Popoli    |
|        | Ordine d'Onore                       |
|        | Ordine di Skarina                    |
|        | Ordine della Madre                   |

### Medaglie militari e di benemerenza
| Nastro | Onorificenza                                                  |
| ------ | ------------------------------------------------------------- |
|        | Medaglia al coraggio                                          |
|        | Medaglia di distinzione nel servizio militare                 |
|        | Medaglia di distinzione nella protezione dell'ordine pubblico |
|        | Medaglia di distinzione nella protezione dei confini di stato |
|        | Medaglia al merito del lavoro                                 |
|        | Medaglia di Francysk Skaryna                                  |
|        | Medaglia di lungo servizio                                    |

### Medaglie commemorative
| Nastro | Onorificenza |
| ------ | --- |
|        | Medaglia commemorativa del 50º anniversario della vittoria della grande guerra patriottica (1941-1945)                   |
|        | Medaglia di Zhukov |
|        | Medaglia commemorativa del 10º anniversario del ritiro delle truppe russe dall'Afghanistan                               |
|        | Medaglia commemorativa del 150º anniversario dell'istituzione del corpo dei vigili del fuoco della Bielorussia           |
|        | Medaglia commemorativa del 60º anniversario della liberazione della Bielorussia                                          |
|        | Medaglia commemorativa del 70º anniversario dell'istituzione della milizia della Bielorussia                             |
|        | Medaglia commemorativa del 80º anniversario dell'istituzione della milizia della Bielorussia                             |
|        | Medaglia commemorativa del 80º anniversario dell'istituzione del comitato per la sicurezza dello stato della Bielorussia |
|        | Medaglia commemorativa del 80º anniversario delle forze armate bielorusse                                                |
|        | Medaglia commemorativa del 80º anniversario delle guardie confinarie bielorusse                                          |
|        | Medaglia commemorativa del 90º anniversario delle forze armate bielorusse                                                |
|        | Medaglia commemorativa del 80º anniversario del procuratorato bielorusso                                                 |
|        | Medaglia commemorativa del 100º anniversario delle ferrovie bielorusse                                                   |
|        | Medaglia commemorativa del 65º anniversario della liberazione della Bielorussia                                          |
|        | Medaglia commemorativa del 100º anniversario della Repubblica Popolare Bielorussa                                        |